# جورج دانسيرو
جورج دانسيرو هو سياسي كندي، ولد في 15 ديسمبر 1867 في Verchères ‏ في كندا، وتوفي في 26 ديسمبر 1934 في غرنفيل في كندا. نشط حزبياً في حزب كيبيك الليبرالي. وقد انتخب عضو الجمعية الوطنية في كيبك ‏.